# John Bulwer
John Bulwer (getauft am 16. Mai 1606 in London; † 16. Oktober 1656 ebenda) war ein englischer Arzt und früher Naturphilosoph der Baconischen Methode nach Francis Bacon. Er verfasste fünf Werke, die sich mit dem Körper und der menschlichen Kommunikation (insbesondere durch Gesten) beschäftigten. Er war der Erste, der die Ausbildung von gehörlosen Menschen in England vorschlug. Seine Pläne für eine dazu geeignete Akademie skizzierte er in Philocophus and The Dumbe mans academie.

## Leben
John Bulwer wurde 1606 in London geboren und lebte dort bis zu seinem Tod im Oktober 1656. Er wurde in St Giles-in-the-Fields begraben.
Bulwer war der einzig überlebende Sohn des Apothekers Thomas Bulwer und von Marie Evans aus St Albans. Nach dem Tod der Eltern 1638 erbte er dort ein Anwesen, aus dem er ein kleines Einkommen erzielte.
Obwohl es keine genauen Informationen über seine Ausbildung gibt, sind Hinweise vorhanden, dass er wahrscheinlich in den 1620ern als nicht immatrikulierter Student in Oxford ausgebildet wurde. Seine bekannten Freunde waren fast alle dort ausgebildet wurden. Er unterstützte William Laud und die High Church party während des Bürgerkriegs. Später erwarb er zwischen 1650 und 1653 einen Medicinae Doctor (M.D.) an einer nicht bekannten europäischen Universität.
1634 heiratete er eine Frau, die nur als „Widow of Middleton“ bekannt ist und vor ihm starb. Aus dieser Ehe sind keine Kinder bekannt. Später adoptierte er ein Mädchen namens Chirothea Johnson und zog sie von Kindheit an wie sein eigenes Kind auf. Sie könnte taub gewesen sein.

## Veröffentlichte Werke
Während des englischen Bürgerkriegs gab Bulwer seine Tätigkeit als Arzt auf und konzentrierte sich auf sein Studium und das Schreiben. Alle seine Schriften entstanden zwischen 1640 und etwa 1653. Insgesamt veröffentlichte Bulwer fünf Werke, die alle entweder frühe Beispiele oder die ersten ihrer Art waren.

## ChirologiaundChironomia

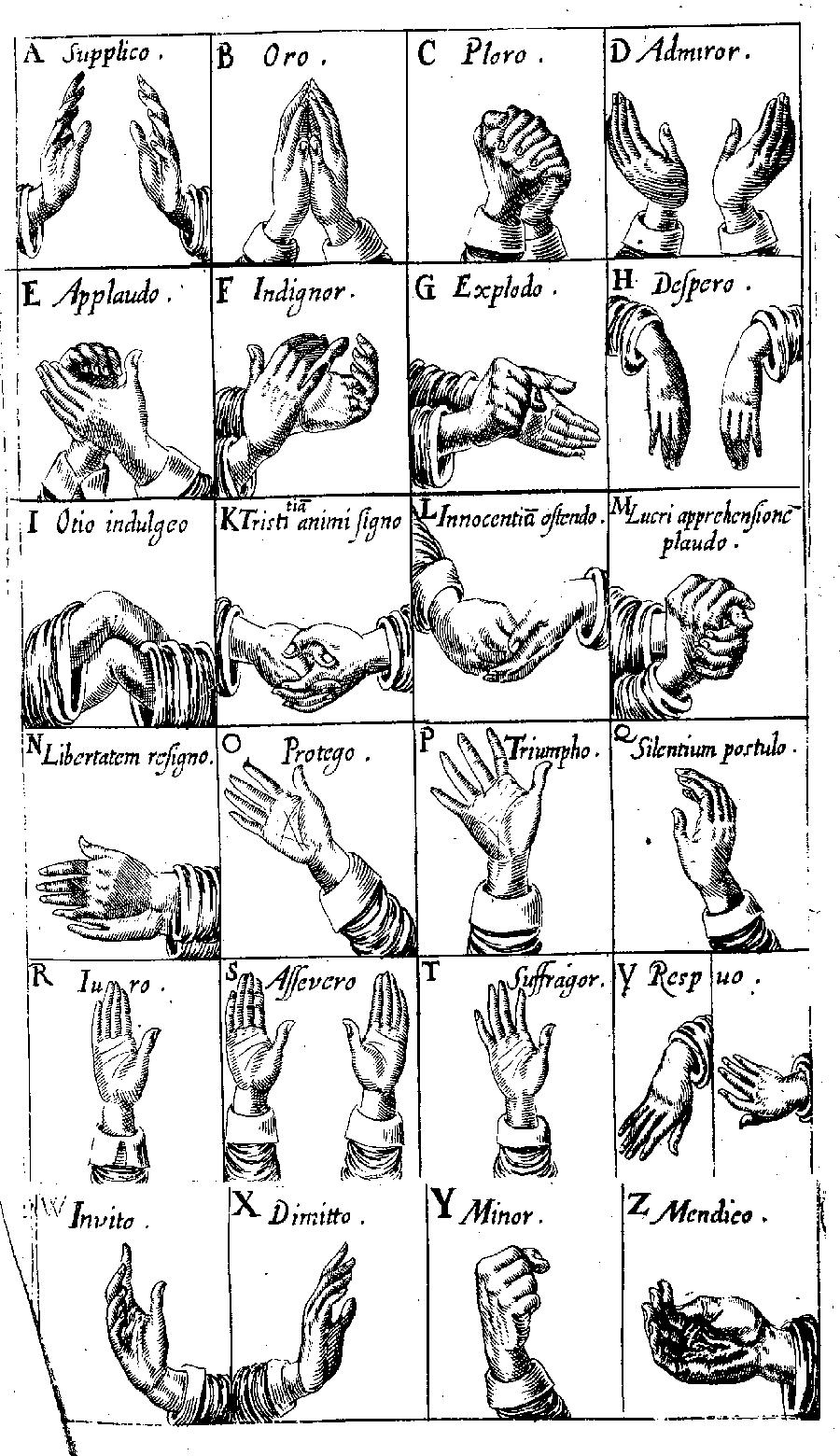
Chirogramm aus Chirologia, 1644.

Chirologia: oder the naturall language of the hand. Composed of the speaking motions, and discoursing gestures thereof. Hinzu kommt Chironomia: oder the art of manuall rhetoricke. Consisting of the natural expressions, digested by art in the hand, as the chiefest instrument of eloquence. London: Thomas Harper. 1644.
Chirologia und Chironomia wurden als gemeinsamer Band herausgegeben, obwohl Bulwer sie als getrennte Werke bezeichnete. Francis Bacon hatte Gesten als „vorübergehende Hieroglyphen“ beschrieben und vorgeschlagen, dass Gesten im Mittelpunkt einer neuen wissenschaftlichen Untersuchung stehen sollten. Bulwer war der Erste, der sich dieser Aufgabe annahm. Für Bulwer waren Gesten ein universeller Charakter der Vernunft.

“[The hand] speaks all languages, and as universal character of Reason is generally understood and known by all Nations, among the formal differences of their Tongue. And being the only speech that is natural to Man, it may well be called the Tongue and General language of Human Nature, which, without teaching, men in all regions of the habitable world doe at the first sight most easily understand.”

„[Die Hand] spricht alle Sprachen, und als universeller Charakter der Vernunft wird sie von allen Völkern allgemein verstanden und gekannt, trotz der formalen Unterschiede ihrer Zunge. Und da sie die einzige Sprache ist, die dem Menschen angeboren ist, kann man sie wohl die Zunge und allgemeine Sprache der menschlichen Art nennen, die die Menschen in allen Gegenden der bewohnbaren Welt ohne Unterricht auf den ersten Blick am leichtesten verstehen.“

Chirologia wird oft als Bulwers Verbindung zu den späteren Deaf studies zitiert, da es sich auf Handgesten fokussiert, die als Domäne der Gehörlosenkommunikation angesehen werden. Tatsächlich werden Gehörlose in diesem Buch nur am Rande erwähnt. Er glaubte, es sei eine Gabe der Natur, dass Gehörlose durch Gesten kommunizieren, „jenes notwendiges Wunder, das die Natur in Menschen bewirkt, die taub und stumm geboren sind; die rhetorisch durch Zeichen argumentieren und diskutieren können“ (Seite 5). Die in Chirologia beschriebenen Handformen werden noch immer in der British Sign Language verwendet. Darin wird auch das Fingeralphabet erwähnt und Bulwer beschreibt wie „die die Menschen des Altertums … ein Alphabet auf den Gelenken ihrer Finger anordneten … und diese Buchstaben in einer deutlichen und grammatikalischen Abfolge zeigten“. Zusätzlich zu der Verwendung als Mnemotechnik schlägt Bulwer vor, dass manuelle Alphabete bzw. Handalphabete als „geheime Chiffren für geheime Andeutungen verwendet werden könnten“ (Chironomia, S. 149).
Chirologia ist insgesamt ein Gesamtwerk manueller Gesten, deren Bedeutung und Verwendung aus einer Vielzahl von literarischen, religiösen und medizinischen Quellen zitiert wurde. Chironomia ist ein Handbuch für den effektiven Einsatz von Gesten beim öffentlichen Sprechen der damaligen Zeit.

## PhilocophusundPathomyotomia

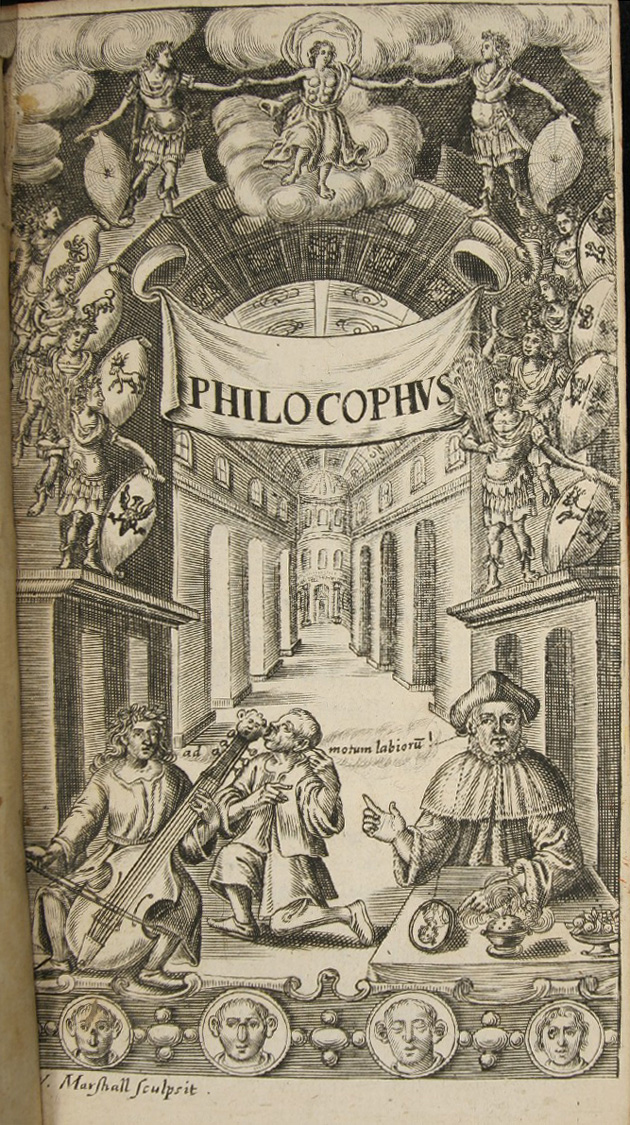
Frontispiece-Gravur von Philocophus, die einen tauben Mann zeigt, der Musik über Schallweiterleitung (Knochenleitung) über die Zähne „hört“.

Philocophus: oder the deafe and dumbe mans friend. Exhibiting the philosophicall verity of that subtile art, which may inable one with an observant eie, to heare what any man speaks by the moving of his lips. Upon the same ground, with the advantage of an historical exemplification, apparently proving, that a man borne deafe and dumbe, may be taught to heare the sound of words with his eie, & thence learne to speake with his tongue. von J. B. mit dem Beinamen Chirosopher, London: Humphrey Moseley 1648.
Bulwer war die erste Person im Vereinigten Königreich, die es in Betracht zog, Gehörlose zu unterrichten. Die Neuheit dieser Idee zeigte sich, als Bulwer versuchte „einige vernünftige Männer“ zu überzeugen, die Gründung einer „neuen Akademie“ zu unterstützen. Für viele „erschien der Versuch paradox, ungeheuerlich und übertrieben; er amüsierte sie eher, als dass er sie zufriedenstellte“ (aus der Einleitung). Um diese „wissenden Männer“ von der „philosophischen Wahrheit dieser Kunst“ (Ausbildung der Gehörlosen) zu überzeugen, erklärte er in diesem Band die Theorie und die empirischen Beweise zu deren Möglichkeit. Einige Quellen stammten aus dem Bericht von Sir Kenelm Digby über ein Treffen zwischen dem Prince of Wales und dem gehörlosen spanischen Adligen Don Luis Velasco. Bulwer befasst sich nicht nur mit diesem Bericht, sondern sammelt auch Informationen über gehörlose Menschen, die zu dieser Zeit im Vereinigten Königreich leben. Durch Beobachtungen, dass manche Gehörlose die von Musikinstrumenten erzeugten Vibrationen durch Knochenleitung über die Zähne „hören“ konnten, gelangte er zu der Überzeugung, dass der Körper über eine Vielzahl von Sinnen verfügt, sodass man beispielsweise mit dem Auge durch Lippenlesen Sprache wahrnehmen könnte.
Pathomyotomia oder a Dissection of the significant Muscles of the Affections of the Mind. Being an Essay to a new Method of observing the most important movings of the Muscles of the Head, as they are the neerest and Immediate Organs of the Voluntarie or Impetuous motions of the Mind. With the Proposall of a new Nomenclature of the Muscles. London: Humphrey Moseley. 1649
Pathomyotomia war die erste umfangreiche englischsprachige Arbeit zu den muskulären Grundlagen emotionaler Ausdrücke. Bulwers Ziel war es ein neues und intuitiveres System zur Benennung der Gesichtsmuskeln zu präsentieren. In diesem System wurden die Muskeln nach den Leidenschaften benannt, die sie ausdrücken. Es sollte 200 Jahre dauern, bis ähnliche Ideen in Mecanisme de la Physiognomie Humaine (1862) des französischen Anatomen und Elektrophysiologen Guillaume-Benjamin-Amand Duchenne de Boulogne auftauchten. Die andere Beobachtung von Duchenne war, welche Bulwer bereits vorweg nahm, dass die Kontraktion des orbicularis oculi (Muskels, der das Auge umgibt) echtes Lächeln der Freude begleitet, aber nicht bei trügerischem oder freudlosem Lächeln auftritt.

## Anthropometamorphosis
Anthropometamorphosis: Man Transform’d oder the Artificial Changeling. Historically presented, in the mad and cruel Gallantry, foolish Bravery, ridiculous Beauty, filthy Fineness, and loathesome Loveliness of most Nations, fashioning & altering their Bodies from the Mould intended by Nature. With a Vindication of the Regular Beauty and Honesty of Nature, and an Appendix of the Pedigree of the English Gallant. London: J. Hardesty. 1650
Anthropometamorphosis war Bulwers letztes und beliebtestes Werk, dass zu seinen Lebzeiten mindestens dreimal nachgedruckt wurde. Die erste Ausgabe erschien 1650. 1653 erschien eine zweite Auflage stark vergrößert und mit Holzschnitten illustriert. Eine dritte Ausgabe „gedruckt zum Gebrauch und Nutzen von Thomas Gibbs gent“ war eine Neuauflage der zweiten Auflage mit dem neuen Titel A view of the People of the whole World (wörtlich „die Menschheit verändernd“). Es könnte als ein weiteres von Francis Bacon beeinflusstes Werk, eine „Anomatia Comparata“ – ein Vergleich aller Völker der Welt – angesehen werden. Es wird als erste Studie in vergleichender Kulturanthropologie gesehen, wenn auch mit einem starken gesellschaftskritischen Ton: „Fast jede Nation hat eine besondere Laune, was die eigene Erfindung der Körpermode betrifft“ (Seite 5). Darin wird beschrieben, wie Menschen ihre Körper und Kleider verändern, doch spätere Kommentatoren haben dieses scheinbar unpolitische Werk als verschlüsseltes Stück politischer Theorie interpretiert. Ein politischer Kommentar gegen den (in Bulwers Augen) künstlichen königsmörderischen Staat und ein Aufruf zur Rückkehr zur „natürlichen“ Regierungsform mit dem König als symbolischem Oberhaupt des englischen Staates. Bulwers Politik ist untrennbar mit seinem sonstigen Denken verbunden, für ihn war die Natur ein Monarch, „von Gott übertragene Souveränität“. „Die Schönheit des Universums besteht in perfekten und dauerhaften Dingen“ (S. 25), über die der Monarch, die Natur, herrscht. Obwohl Bulwer keinen direkten Bezug auf die politischen Ereignisse in England nimmt, spiegelt seine Herangehensweise an den monströsen Körper die Themen der polemischen Literatur der Zeit wider, insbesondere in ihrer Konzentration auf den Kopf. Der Hauptteil des Textes besteht aus 23 Abschnitten, von denen sich 15 mit Deformationen oder Veränderungen des Kopfes oder des Gesichts befassen. Das Buch endet mit der Erklärung Bulwers, dass er mit dem Schreiben aufhören und wieder als Arzt arbeiten werde. Er schrieb:

“Until now obeying the sacred impulse of the genius operating upon our intellectual complexion, while my mind was carrying me into new things, I executed works not of supererogation, but supplemental to the advancement of sciences. In which I seem to have merited something from the republec of letters (i.e. Literary public): ‘Of the making of many books there is no end, and the reading of them is a weariness to the flesh’ (Eccles xii.12): From now on I shall apply myself entirly to providing for my own health and the health of others. Other things will be done by other lovers of human nature. THE END.”

„Bis jetzt habe ich, dem heiligen Impuls des Genies gehorchend, der auf unsere intellektuelle Beschaffenheit einwirkt, während mein Geist mich in neue Dinge einführte, Arbeiten ausgeführt, die nicht überflüssig waren, sondern dem Fortschritt der Wissenschaften dienten. Darin scheine ich mir etwas von dem Ruf der Buchstaben (d.h. der literarischen Öffentlichkeit) verdient zu haben: ‚Das Verfassen vieler Bücher nimmt kein Ende, und ihre Lektüre ist eine Ermüdung des Fleisches‘ (Prediger xii.12): Von nun an werde ich mich voll und ganz um meine eigene Gesundheit und die der anderen kümmern. Andere Dinge werden von anderen Liebhabern der menschlichen Natur getan werden. DAS ENDE.“

## Manuskripte und andere Arbeiten
Zusätzlich sind in der British Library zwei unveröffentlichte Manuskripte erhalten:
Philocophus oder the Dumbe mans academie wherein is taught a new and admired art instructing them who are borne Deafe and Dumbe to heare the sound of words with theire eie and thence learne to speake with theire Tongue:' illustrated with engraved plates shewing the different portions of the hands. (unter Sloane 1788 in der British Library aufbewahrt).
Dieses Manuskript zeigt, dass Bulwer die erste Person in England war, die Juan Pablo Bonets Reducción de las letras y arte para enseñar a hablar a los mudos („Zusammenfassung der Briefe und der Kunst, Stummen das Sprechen beizubringen“) erwarb und übersetzte, da es direkt aus Bonets Buch ausgeschnittene und eingefügte Bilder sowie Kommentare zu den darin beschriebenen Methoden enthält. Dieses Manuskript wird gewöhnlich als Dumbe mans academie bezeichnet, um es klar von dem früher veröffentlichten Werk mit dem gleichen Titel Philocophus zu unterscheiden.
Das andere Manuskript trägt den Titel Vultispex criticus, seu physiognomia medici. Ein Manuskript über Physiognomie (Gesichtslesen).
Darüber hinaus gibt es eine Auswahl von Werken, die heute verloren sind, darunter eine Studie mit dem Titel Glossiatrus über Sprachstörungen und eine weitere, Otiatrus, über Hörstörungen. Glossiatrus war die erste Monographie über Sprachstörungen, die jemals geschrieben wurde.